# John Hodgson (cầu thủ bóng đá, sinh 1922)
John Hodgson (10 tháng 5 năm 1922 – 1973) là một cầu thủ bóng đá người Anh thi đấu ở Football League cho Leeds United và Middlesbrough.